# 三匹の侍
『三匹の侍』（さんびきのさむらい）は、1963年（昭和38年）から1969年（昭和44年）にかけてフジテレビ系列で毎週木曜日20時から20時56分に放映された連続テレビ時代劇。最高視聴率は42パーセントを記録した。全6シリーズ（157話）。第3シリーズまで生放送・一部モノクロフィルムおよびVTR、第4シリーズ以降モノクロVTR・一部モノクロフィルム作品。
第1シリーズ放映終了後に松竹とさむらいプロの共同制作により、五社英雄監督の演出で映画化された（後述）。
1970年にはレギュラー出演者を代えた『新 三匹の侍』（しんさんびきのさむらい 13話・カラーフィルム作品）が制作された。この項目では『新 三匹の侍』についても後述する。

## 三匹の侍
文政年間を舞台に、宿場から宿場へと、あてどのない流浪の旅を続ける三匹の凄腕浪人が、庶民を苦しめる権力や悪人と闘う、というストーリー。当初は丹波哲郎、平幹二朗、長門勇の3人がレギュラーに起用されたが、第2シリーズからはリーダー格の丹波に代わって時代劇初出演の加藤剛がレギュラーに加わり、平がリーダー格となった。当時、浅草のコメディアン出身で全国的には無名だった長門は、この作品で『おえりゃあせんのう』などのとぼけた岡山弁を操る槍の名手・桜京十郎を演じ、人気俳優となった。
演出を担当したのは当時フジテレビのディレクターだった五社英雄。それまでの時代劇にはなかった独自のアクション表現が話題を呼んだ。かつてない斬新な殺陣とカメラワークに加え、刀で人を斬る演技の際に、リアル感を表現するために、時代劇ではじめて効果音が使われた。
当時はテレビドラマは生放送が当たり前の時代で、映画と違って休憩をはさみながらカットごとに殺陣を撮影するという手段が使えず、俳優への負担が危惧されたが、当時の新技術であったVTRの一部導入で乗り切った。
レギュラー放送終了後の1983年に「時代劇スペシャル」枠で新作の放送を予定していたが、五社のスケジュールの問題で頓挫した（詳細は陽暉楼#逸話を参照）。

### 放送期間（三匹の侍）
- 三匹の侍
  - 第1シリーズ：1963年10月10日～1964年4月9日 （全26話）
  - 第2シリーズ：1964年10月1日～1965年4月15日 （全27話）
  - 第3シリーズ：1965年10月7日～1966年4月7日 （全27話）
  - 第4シリーズ：1966年10月6日～1967年3月30日 （全26話）
  - 第5シリーズ：1967年10月5日～1968年3月28日 （全26話）
  - 第6シリーズ：1968年10月3日～1969年3月27日 （全25話）

### キャスト（三匹の侍）
- 柴左近：丹波哲郎 （第1シリーズ） ※他に第2シリーズ第12話に同役でゲスト出演
- 桔梗鋭之介：平幹二朗 （第1シリーズ～第6シリーズ）
- 桜京十郎：長門勇 （第1シリーズ～第6シリーズ）
- 橘一之進：加藤剛 （第2シリーズ～第6シリーズ）

### スタッフ（三匹の侍）
- 原作：五社英雄、柴英三郎、細野耕三
- プロデューサー：五社英雄
- 脚本：柴英三郎、阿部桂一、大垣肇、石堂淑朗、猪俣勝人、丹菊保寿、茂木草介、寺田信義、愛川直人、竹内勇太郎、馬場当、生駒千里、渡辺臣蔵、大野靖子、浅間虹児、榎本滋民、早坂暁、大工原正泰、山内鉄也、野上龍雄、田上雄、星川清司、関上芳裕、下飯坂菊馬、有高扶桑、勝目貴久、津上忠、寺島アキ子、播磨幸治
- 演出：五社英雄、藤井謙一、勝目貴久、荒井忠、内野満寿男、須藤実、岡田太郎、富永卓二
- 音楽：津島利章
- 殺陣：湯浅謙太郎
- 考証：樋口清之
- 撮影技術：渋谷健太郎
- 美術：藤森信之
- 映像：横井亮介
- カメラ：加藤勝巳、小沢英機、佐藤五十一、河井実之助、堀田満之、仲田裕人
- 音声：八木成雄、津田晴夫、那須雅之
- 照明：高浜潤作、鹿島実、森川健司、山本和昭、山本英夫
- 演出助手：荒井忠、内野満寿男、須藤実、大野三郎、荒木雅代
- VTR：五十嵐万治、隅本正一
- テープ：吉田和弘
- フィルム撮影：浦島進、粕谷秀夫
- フィルム編集：出利葉健仁
- 写真撮影：桜井保秋、浜谷了一
- 写真：桜井保秋
- 美術進行：江畑行彦、一色隆之
- 音響効果：篠原利夫
- 装飾：細川由巳
- 衣裳：菅谷孝子、手塚秋弘
- 大道具：孝子幸良、尾藤良雄、高田正夫
- 化粧：池ヶ谷千恵子、的場静江、山崎トメ子
- 視覚効果：吉留紘平
- 床山：田村滋雄
- タイトル：藤沢良昭
- 協力：東京舞台、松竹衣裳、藤浪小道具、山田かつら屋、野沢園、篠原音響効果研究所、井上効果研究所、東京特殊効果、松崎照明研究所（現・エクサート松崎）
- 製作：フジテレビ

### 放映リスト（三匹の侍）

#### 三匹の侍 第1シリーズ
- 1963年10月10日～1964年4月9日（全26話）

柴左近 ・・・ 丹波哲郎
桔梗鋭之介 ・・・ 平幹二朗
桜京十郎 ・・・ 長門勇
| 話数 | サブタイトル | 放映日     | 脚本              | 監督     | ゲスト出演者 |
| ---- | ------------ | ---------- | ----------------- | -------- | --- |
| 1    | 剣豪無宿     | 1963/10/10 | 柴英三郎          | 五社英雄 | 芦田伸介、宮口精二、藤原釜足、木村俊恵、佐々木愛、井川比佐志 佐々木孝丸、小松方正、上田吉二郎、梅津栄、平沢幸太郎、水島真哉 宮沢元、神田正夫、森幸太郎 |
| 2    | 剣法無頼     | 1963/10/17 | 阿部桂一          |          | 加藤武、三原葉子、佐々圭子、北見治一、北町史郎 |
| 3    | 讐鬼血笑     | 1963/10/24 | 柴英三郎          |          | 信欣三、楠侑子、浦里はるみ、高倉みゆき、東恵美子 |
| 4    | 一殺多生     | 1963/11/7  | 大垣肇            |          | 戸浦六宏、成瀬昌彦、小林昭二、穂積隆信、松本克平、旗和子、刈屋ヒデ子                                                                                   |
| 5    | 黄金非情     | 1963/11/14 | 柴英三郎          | 五社英雄 | 安井昌二、稲垣美穂子、石山健二郎、青木義朗、初井言栄、大塚周夫、 伊達正三郎                                                                            |
| 6    | 江戸無惨     | 1963/11/21 | 柴英三郎          | 五社英雄 | 高田敏江、川喜多雄二、天本英世、近藤宏、名和宏、阿部寿美子、 上月左知子、村上冬樹                                                                      |
| 7    | 仇討御免     | 1963/11/28 | 石堂淑朗          | 五社英雄 | 柳永二郎、高津住男、浅野進治郎、渥美国泰 |
| 8    | 虚空殺法     | 1963/12/5  | 猪俣勝人          | 五社英雄 | 清水元、大塚道子、中谷一郎、飯田覚三、永井清弘 |
| 9    | 群狼乱舞     | 1963/12/12 | 阿部桂一          | 五社英雄 | 小松方正、角梨枝子、高野真二、上田吉二郎、富田仲次郎、田島義文                                                                                         |
| 10   | 快刀乱麻     | 1963/12/19 | 大垣肇            | 藤井謙一 | 藤田進、市川小太夫、明智十三郎、中川弘子、鶴見丈二 |
| 11   | 左近見参     | 1963/12/26 | 柴英三郎          |          | 松本克平、田中邦衛、伊藤久哉、北川町子、伊藤弘子、伊達正三郎、 赤沢亜沙子、永田靖                                                                      |
| 12   | 愛怨両断     | 1964/1/2   | 柴英三郎 丹菊保寿 | 五社英雄 | 八千草薫、小山田宗徳、河野秋武、渋沢詩子、天路圭子、若宮忠三郎、 武藤英司、朝雲照代                                                                    |
| 13   | 生々流転     | 1964/1/9   | 茂木草介          |          | 清水一郎、梅野泰靖、吉行和子、佐野浅夫、加茂良子、山本勝                                                                                               |
| 14   | 浪人墓場     | 1964/1/16  | 寺田信義 愛川直人 | 五社英雄 | 北村和夫、鳳八千代、小笠原良智、外山高士、露口茂 |
| 15   | 逆臣二代     | 1964/1/23  | 寺田信義 愛川直人 | 藤井謙一 | 中山昭二、佐々木愛、田浦正己、小林重四郎、久米明、入江洋佑、三上真一郎                                                                                 |
| 16   | 白刃無情     | 1964/1/30  | 竹内勇太郎        | 五社英雄 | 多々良純、殿山泰司、阪口美奈子、三原葉子、佐々圭子 |
| 17   | 忠臣異聞     | 1964/2/6   | 寺田信義 愛川直人 | 藤井謙一 | 岩井半四郎、戸浦六宏、天路圭子、斎藤チヤ子、小坂一也                                                                                                   |
| 18   | 浪人悲章     | 1964/2/13  | 阿部桂一          | 五社英雄 | 野々村潔、柳川慶子、高城淳一、三条美紀、村上冬樹 |
| 19   | 剣風流転     | 1964/2/20  | 阿部桂一          | 五社英雄 | 多々良純、根上淳、桑山正一、山岡久乃、炎加世子 |
| 20   | 真贋破邪     | 1964/2/27  | 茂木草介          | 藤井謙一 | 高田敏江、清水元、上田吉二郎、江見俊太郎、福田豊土 |
| 21   | 春雷有情     | 1964/3/5   | 柴英三郎          | 五社英雄 | 嵐寛寿郎、市村家橘、石山健二郎、名和宏、小山明子 |
| 22   | 白梅讐刃     | 1964/3/12  | 馬場当 生駒千里   | 藤井謙一 | 岩崎加根子、安井昌二、高津住男、永田靖、市原悦子 |
| 23   | 剣影無情     | 1964/3/19  | 阿部桂一          | 五社英雄 | 宝みつ子、瞳麗子、加代キミ子、松本克平、浅野進治郎、大塚周夫                                                                                           |
| 24   | 北辺乱刃     | 1964/3/26  | 大垣肇            | 藤井謙一 | 桑山正一、北沢典子、原知佐子、花沢徳衛、松本染升 |
| 25   | 殺法無頼     | 1964/4/2   | 茂木草介          | 藤井謙一 | 星美智子、吉田義夫、原田甲子郎、森幹太、加茂嘉久 |
| 26   | 逆徒群狼     | 1964/4/9   | 寺田信義 愛川直人 | 藤井謙一 | 加賀まりこ、安部徹、清川新吾、小林重四郎、稲葉義男 |

#### 三匹の侍 第2シリーズ
- 1964年10月1日 - 1965年4月15日（全27話）

桔梗鋭之介 ・・・ 平幹二朗
橘一之進 ・・・ 加藤剛
桜京十郎 ・・・ 長門勇
| 話数 | サブタイトル | 放映日     | 脚本              | 監督     | ゲスト出演者                                                                          |
| ---- | ------------ | ---------- | ----------------- | -------- | ------------------------------------------------------------------------------------- |
| 1    | 紅蓮殺風     | 1964/10/1  | 柴英三郎          |          | 伊藤雄之助、津島恵子、長谷川季子                                                      |
| 2    | 傀儡乱舞     | 1964/10/8  | 寺田信義 愛川直人 |          | 石浜朗、中谷一郎、榊ひろみ、稲葉義男                                                  |
| 3    | 九天無頼     | 1964/10/29 | 大垣肇            |          | 島田正吾、高倉典江、秋月正夫、郡司良、清水彰                                          |
| 4    | 燐光刀影     | 1964/11/5  | 柴英三郎          |          | 根上淳、小畠絹子、吉行和子、宇治みさ子                                                |
| 5    | 修羅妖心     | 1964/11/12 | 竹内勇太郎        |          | 高田敏江、松村達雄、野口ふみえ、小栗一也                                              |
| 6    | 孤雲飄々     | 1964/11/19 | 茂木草介          |          | 辰巳柳太郎、高倉典江、香川桂子、秋月正夫、野村清一郎、大山克己、清水彰                |
| 7    | 剣風繚乱     | 1964/11/26 | 阿部桂一          |          | 北上弥太朗、中原早苗、明智十三郎、利根はる恵                                          |
| 8    | 活刃殺法     | 1964/12/3  | 竹内勇太郎        | 藤井謙一 | 神田隆、村上冬樹、天路圭子、伊藤弘子、山東昭子、加代キミ子、浮田左武郎、 森幸太郎     |
| 9    | 流離空拳     | 1964/12/10 | 柴英三郎          |          | 青木義朗、原保美、清水良太、清水一郎                                                  |
| 10   | 愁刃有情     | 1964/12/17 | 阿部桂一          |          | 宮口精二、名和宏、佐野浅夫、木村俊恵、若杉嘉津子、上田吉二郎、嵯峨善兵、 笈田勝弘     |
| 11   | 濁流青雲     | 1964/12/24 | 榎本滋民          |          | 黛ひかる、高野真二、成瀬昌彦、南道郎、梅津栄、富永美沙子、中村是好、 小瀬朗           |
| 12   | 江戸有情     | 1964/12/31 | 竹内勇太郎        |          | 丹波哲郎、高千穂ひづる、阪口美奈子、神田隆                                            |
| 13   | 品川初春     | 1965/1/7   | 榎本滋民          |          | 中原早苗、雪代敬子、沢村宗之助、市川小金吾、河上一夫、小林勝彦、遠藤辰雄              |
| 14   | 破邪天風     | 1965/1/14  | 柴英三郎          |          | 岩崎加根子、赤沢亜沙子、川口敦子、内田稔、金内吉男、明智十三郎、 伊達正三郎、高木久芳 |
| 15   | 六道無限     | 1965/1/21  | 柴英三郎          |          | 富士真奈美、玉川伊佐男、楠侑子、山岡久乃、花沢徳衛                                    |
| 16   | 白刃無頼     | 1965/1/28  |                   |          | 三津田健、細川俊夫、加藤武、稲野和子                                                  |
| 17   | 寒月狼声     | 1965/2/4   | 竹内勇太郎        |          | 今井健二、河野秋武、三条美紀、加藤嘉、柳川慶子、村瀬幸子、宮沢元、大井潤              |
| 18   | 神泉残照     | 1965/2/11  | 柴英三郎          |          | 花柳小菊、佐々木孝丸、小松方正、小林裕子                                              |
| 19   | 愛炎無情     | 1965/2/18  | 茂木草介          |          | 村松英子、稲葉義男、日塔智子、新村礼子                                                |
| 20   | 白梅草紙     | 1965/2/25  | 大野靖子          |          | 藤間紫、清村耕次、真山知子、武智豊子、蜷川幸雄、高橋正夫                              |
| 21   | 静狼流転     | 1965/3/4   | 関上芳裕 丹菊保寿 |          | 大友柳太朗、稲垣美穂子、名和宏、清水元、北条きく子                                    |
| 22   | 廃山光芒     | 1965/3/11  | 柴英三郎          |          | 原知佐子、梅宮辰夫、筑紫あけみ、北原義郎                                              |
| 23   | 江戸大逆     | 1965/3/18  | 寺田信義 愛川直人 |          | 原保美、弓恵子、吉田義夫、柳永二郎、高野真二                                          |
| 24   | 剣風花暦     | 1965/3/25  | 竹内勇太郎        |          | 小林哲子、宮口精二、八代真矢子、横内正                                                |
| 25   | 落人濶歩     | 1965/4/1   | 榎本滋民          |          | 岸田今日子、中村歌門、花柳喜章、花沢徳衛                                              |
| 26   | 飢餓無残     | 1965/4/8   | 早坂暁            |          | 柳永二郎、御木本伸介、結城美栄子、小林昭二                                            |
| 27   | 大道無門     | 1965/4/15  | 柴英三郎          |          | 清水まゆみ、中原早苗、和田孝                                                          |

#### 三匹の侍 第3シリーズ
- 1965年10月7日 - 1966年4月7日（全27話）

桔梗鋭之介 ・・・ 平幹二朗
橘一之進 ・・・ 加藤剛
桜京十郎 ・・・ 長門勇
| 話数 | サブタイトル         | 放映日     | 脚本                | 監督     | ゲスト出演者                                                              |
| ---- | -------------------- | ---------- | ------------------- | -------- | ------------------------------------------------------------------------- |
| 1    | 素浪人               | 1965/10/7  | 柴英三郎            |          | 梅宮辰夫、名和宏、北条きく子、黛ひかる                                    |
| 2    | 暴れろ半造           | 1965/10/14 |                     |          | 辰巳柳太郎、藤間紫、清水彰、郡司良、山岡徹也                              |
| 3    | 縄張荒し             | 1965/10/21 | 渡辺臣蔵            |          | 水城蘭子、斎藤チヤ子、石川秀樹、沼田曜一、雪代敬子、清水一郎              |
| 4    | 秋日和のやくざ       | 1965/10/28 | 榎本滋民            |          | 島田正吾、大山克巳、高倉典江、香川桂子                                    |
| 5    | 仇討ごよみ           | 1965/11/4  | 竹内勇太郎          |          | 犬塚弘、藤田佳子、北あけみ、標滋賀子、中山昭二、志賀山章                  |
| 6    | 妻恋い双六           | 1965/11/11 | 柴英三郎            |          | 名和宏、久保菜穂子、今井健二、吉行和子                                    |
| 7    | 偽ものまかり通る     | 1965/11/18 | 竹内勇太郎          |          | 南原宏治、小畠絹子、天路圭子                                              |
| 8    | 炎の女               | 1965/11/25 |                     |          | 里見浩太郎、岩崎加根子、一ノ木真弓、沢村宗之助                            |
| 9    | 名刀しぐれ           | 1965/12/2  | 柴英三郎            |          | 河野秋武、津島恵子、夏圭子、戸上城太郎、小栗一也、工藤堅太郎              |
| 10   | やはり野におけ蓮華草 | 1965/12/9  | 野上龍雄 播磨幸治   |          | 信欽三、青山京子、久松保夫                                                |
| 11   | 殴り込み             | 1965/12/16 | 野上龍雄 下飯坂菊馬 |          | 姫ゆり子、太田正孝、見明凡太郎、高木二朗、石井伊吉                        |
| 12   | 武士は喰わねど       | 1965/12/23 |                     |          | 市村俊幸、南道郎、香月美奈子、中村是好、村田正雄、北町史郎                |
| 13   | ああ義侠伝           | 1965/12/30 | 榎本滋民            |          | 加藤武、小林勝彦、市川和子、小堀明男                                      |
| 14   | 狂い菊               | 1966/1/6   |                     |          | 岡崎二朗、小林千登勢、市川小太夫、永井秀明、沢ひろ子、近藤準、中島正二    |
| 15   | 夢を見てせざるは     | 1966/1/13  |                     |          | 安井昌二、沢村宗之助、磯村みどり                                          |
| 16   | 寒鼓                 | 1966/1/20  | 柴英三郎            | 藤井謙一 | 佐々木愛、井上孝雄、江見俊太郎、村上冬樹                                  |
| 17   | 狂犬狩り             | 1966/1/27  | 野上龍雄            |          | 中谷一郎、木村俊恵、倉田爽平、館敬介                                      |
| 18   | 旅路いずこ           | 1966/2/3   | 柴英三郎            |          | 辰巳柳太郎、水戸光子、富士真奈美、早川保                                  |
| 19   | 湯けむり巷談         | 1966/2/10  | 竹内勇太郎          |          | 中原早苗、中村歌門、吉田義夫、野口ふみえ                                  |
| 20   | 狂った剣             | 1966/2/17  |                     |          | 東千代之介、弓恵子、加藤嘉、杉狂児、武内文平                              |
| 21   | 三匹ひとり旅         | 1966/2/24  |                     |          | 品川隆二、名和宏、入江若葉、小松方正                                      |
| 22   | 夫婦雛               | 1966/3/3   |                     |          | 菅貫太郎、坪内ミキ子、二村忍、桑山正一                                    |
| 23   | 流れ椿               | 1966/3/10  | 大野靖子            |          | 藤間紫、今井健二、待田京介、柳永二郎、藤原釜足                            |
| 24   | 甲州贋小判           | 1966/3/17  |                     |          | 高松英郎、戸浦六宏、野々村潔、太田正孝                                    |
| 25   | 下郎の牙             | 1966/3/24  |                     |          | 南廣、中真千子、高倉みゆき、浮田左武郎                                    |
| 26   | あばれ師範           | 1966/3/31  |                     |          | 久米明、寺田誠、小林哲子、高木二朗、穂高稔、高城淳一、 保科三良、中江隆介 |
| 27   | 風雲を斬る           | 1966/4/7   | 柴英三郎            |          | 土屋嘉男、花園ひろみ、嵯峨善兵、鶴見丈二、小堀明男                        |

#### 三匹の侍 第4シリーズ
- 1966年10月6日 - 1967年3月30日（全26話）

桔梗鋭之介 ・・・ 平幹二朗
橘一之進 ・・・ 加藤剛
桜京十郎 ・・・ 長門勇
| 話数 | サブタイトル        | 放映日     | 脚本              | 監督                     | ゲスト出演者 |
| ---- | ------------------- | ---------- | ----------------- | ------------------------ | --- |
| 1    | 吠えろ剣            | 1966/10/6  | 柴英三郎          | 藤井謙一                 | 水島道太郎、小畠絹子、原知佐子、久松保夫、吉田義夫、浜村純、 太田正孝、塚本信夫、西田昭市、灰地順、宮沢元                                   |
| 2    | 血闘                | 1966/10/13 | 馬場当            | 藤井謙一                 | 戸上城太郎、江見俊太郎、今橋恒、丹羽又三郎、田武謙三、庄司永健、 土方弘、渡辺篤史、柳谷寛                                                   |
| 3    | 弁天楼異聞          | 1966/10/20 | 渡辺臣蔵          | 荒井忠                   | 三条美紀、北あけみ、小堀明男、葉山葉子、中村歌、梅津栄、阿部寿美子、 水島真哉、寺田農、森野五郎、丹羽研二、金井進二、沢ひろ子               |
| 4    | 麝香丸の亡霊        | 1966/10/27 | 竹内勇太郎        | 藤井謙一                 | 高松英郎、楠侑子、永田靖、清水まゆみ、森山周一郎、梅津栄、保科三良、 宮沢元、西川ひろみ、金井進二                                           |
| 5    | 二足の草鞋          | 1966/11/3  | 柴英三郎          | 藤井謙一                 | 南廣、玉川伊佐男、高倉みゆき、沢村宗之助、川口知子、植村謙二郎、 宮沢元、小玉修嗣、高木久芳、笠井ひろ                                       |
| 6    | 血と砂金            | 1966/11/10 | 大野靖子          | 荒井忠                   | 小川真由美、河野秋武、近藤宏、青木義朗、武藤英司、小栗一也、 佐藤京一、河野彰、高木久芳、岡村春彦、丹羽研二、金井進二                       |
| 7    | 刺客                | 1966/11/17 | 浅間虹児          | 荒井忠                   | 藤田進、佐々木孝丸、長内美那子、村田知栄子、根岸明美、三上真一郎、 森塚敏、江幡高志、天本英世、上原ゆかり、松山照夫、今井和子、 伊達正三郎  |
| 8    | おんな三題 板橋の宿 | 1966/11/24 | 榎本滋民          | 藤井謙一                 | 雪代敬子、中村メイ子、藤間紫、初井言栄、西山辰夫、山岡徹也、河上一夫                                                                        |
| 9    | 魔                  | 1966/12/1  | 柴英三郎          | 藤井謙一                 | 松村達雄、沢村宗之助、入川保則、北見治一、北条きく子                                                                                        |
| 10   | 群狼                | 1966/12/8  | 大工原正泰        | 荒井忠                   | 入江若葉、井上孝雄、二本柳寛、小笠原弘、宗方奈美、杉狂児、永井秀明、 高橋正夫、大塚周夫、早川研吉、加藤土代子                               |
| 11   | 小仏峠まかり通る    | 1966/12/15 | 榎本滋民          | 藤井謙一                 | 曽我廼家五郎八、長谷川待子、飯田蝶子、波野久里子、浅野進治郎、 木田三千雄、中村是好、市川小金吾、刈屋ヒデ子、穂積隆信、本郷淳               |
| 12   | 悪銭                | 1966/12/22 | 渡辺臣蔵          | 荒井忠                   | 加藤嘉、富永美沙子、見明凡太郎、高木二朗、茅島成美、清水一郎、 森幹太、磯野秋雄、中村次朗、小玉修嗣、宮沢元、金井進二                       |
| 13   | 抜け忍非情          | 1966/12/29 | 山内鉄也          | 荒井忠                   | 大友柳太朗、菅貫太郎、宮園純子、浜村純、吉田義夫、青木義朗、 本間文子、二見忠男、東光生、高桐真                                             |
| 14   | 新宿七福神          | 1967/1/5   | 榎本滋民          | 藤井謙一                 | 市川翠扇、三島雅夫、横山道代、丸井太郎、大村文武、石井竜一、 沢村いき雄、三角八郎、土方弘、三島謙                                           |
| 15   | 負け犬              | 1967/1/12  | 野上龍雄          | 荒井忠                   | 根上淳、左時枝、東野孝彦、富永美沙子、山路義人、陶隆、宮沢元、 森川公也、加藤土代子、西川ひろみ、小笠原弘子                                 |
| 16   | 秘宝                | 1967/1/19  | 柴英三郎 田上雄   | 藤井謙一                 | 千秋実、藤原釜足、小林勝彦、高野真二、山本麟一、津々井功二、伊達強                                                                          |
| 17   | 悪童ども            | 1967/1/26  | 星川清司          | 荒井忠                   | 袋正、馬渕晴子、工藤堅太郎、江見俊太郎、香川良介、浦山珠美、 茅島成美、今橋恒、磯野秋雄、島米八、中島正二、渡部猛                           |
| 18   | 処刑                | 1967/2/2   | 星川清司          | 藤井謙一                 | 石浜朗、和田孝、名和宏、堀井永子、嵯峨善兵、桑山正一、武藤英司、 田村保、灰地順、早川研吉、松山照夫                                         |
| 19   | 木枯の女            | 1967/2/9   | 柴英三郎          | 荒井忠                   | 小山明子、今井健二、千之赫子、伊藤弘子、成瀬昌彦、北原義郎、 若宮忠三郎、代志住正、宮沢元                                                   |
| 20   | 京十郎祭り囃子      | 1967/2/16  | 柴英三郎          | 藤井謙一                 | 鳳八千代、仲宗根美樹、内田朝雄、青木義朗、阿部寿美子、笹川恵三、 池田忠夫、小川真司、木下陽夫                                               |
| 21   | 復讐                | 1967/2/23  | 浅間虹児          | 荒井忠                   | 入川保則、三条江梨子、見明凡太朗、菅井一郎、加代キミ子、渡辺篤、小松方正、 瀬良明、深水吉衛、長島隆一、西田昭市、岡村春彦、中江真司、三浦威 |
| 22   | 流転逆手斬り        | 1967/3/2   | 野上龍雄 播磨幸治 | 荒井忠                   | 市川小太夫、山下洵一郎、新井茂子、舟橋元、森幹太、園田哲也、 里木左甫良、森幸太郎、中江真司                                                 |
| 23   | 死霊を斬る          | 1967/3/9   | 竹内勇太郎        | 藤井謙一                 | 中原早苗、中村歌門、清水一郎、大泉滉、今橋恒、渡真二、刈屋ヒデ子                                                                            |
| 24   | 一匹狼              | 1967/3/16  | 渡辺臣蔵          | 荒井忠                   | 東千代之介、加賀邦男、山本耕一、塚本信夫、野々村潔、真弓田一夫、 岸本教子、中島正二                                                         |
| 25   | 闘い                | 1967/3/23  | 浅間虹児          | 内野満寿男 須藤実 荒井忠 | 小川知子、深江章喜、植村謙二郎、利根はる恵、丹羽又三郎、岸田森、 井上清子、富田浩太郎、田口計、渡部猛、吉村実子、渡辺篤史                   |
| 26   | 斬る                | 1967/3/30  | 柴英三郎          | 藤井謙一                 | 若山富三郎、稲垣美穂子、久松保夫、北原義郎、小堀明男、近藤宏、 伊達正三郎、近江俊輔、西田昭市、滝那保代、太田正孝、宮沢元                   |

#### 三匹の侍 第5シリーズ
- 1967年10月5日 - 1968年3月28日（全26話）

桔梗鋭之介 ・・・ 平幹二朗
橘一之進 ・・・ 加藤剛
桜京十郎 ・・・ 長門勇
| 話数 | サブタイトル   | 放映日     | 脚本              | 監督                | ゲスト出演者 |
| ---- | -------------- | ---------- | ----------------- | ------------------- | --- |
| 1    | われらお尋ね者 | 1967/10/5  | 柴英三郎          | 荒井忠              | 柳永二郎、根岸明美、田島和子、岩下浩、堀井永子、 葉桐次裕、藤岡重慶、浮田左武郎、五月晴子、池田和歌子                                                                    |
| 2    | 痩せ犬         | 1967/10/12 | 野上龍雄 播磨幸治 | 内野満寿男          | 江見俊太郎、夏圭子、幸田宗丸、鶴丸睦彦、今村原兵、星野久 |
| 3    | ゆすり         | 1967/10/19 | 浅間虹児          | 荒井忠              | 神田隆、瞳麗子、亀石征一郎、青木義朗、金内吉男、 浅野進治郎、川副博敏、本間文子、杉義一                                                                                  |
| 4    | 狼が死んだ     | 1967/10/26 | 浅間虹児          | 富永卓二            | 河野秋武、高島史旭、香川良介、山田巳之助、天本英世、 須藤健、藤田淑子、武智豊子、国景子、柴田秀勝                                                                        |
| 5    | 獣             | 1967/11/2  | 渡辺臣蔵          | 荒井忠              | 桑山正一、嘉手納清美、原田甲子郎、上田忠好、 内田裕也、中村是好、小杉義男、村田正雄                                                                                      |
| 6    | にがい汐       | 1967/11/9  | 大野靖子          | 内野満寿男          | 馬渕晴子、北原義郎、上野山功一、小林重四郎、 嵯峨善兵、保科三良、大山尚雄、生井健夫                                                                                      |
| 7    | 女             | 1967/11/16 | 浅間虹児          | 荒井忠              | 吉村実子、蜷川幸雄、近藤宏、花沢徳衛、市川和子、今井健二、高木二朗 |
| 8    | 三匹廃墟をゆく | 1967/11/23 | 竹内勇太郎        | 富永卓二            | 中原早苗、久米明、磯部玉枝、小峰千代子、飯田覚三、 大宮悌二、杉義一、守田比呂也、納谷六朗                                                                                |
| 9    | 鶴之助参る     | 1967/11/30 | 大野靖子          | 荒井忠              | 上原ゆかり、宍戸錠、田村奈巳、吉田義夫、市村俊幸、島田順司、見明凡太郎、 富永美沙子、松川純子、木田三千雄、杉田康、松山照夫、福山象三                                    |
| 10   | 白疾風         | 1967/12/7  | 柴英三郎          | 内野満寿男          | 中山昭二、黒丸良、太刀川寛、江幡高志、 姫ゆり子、瀬良明、三島一夫、亀谷了                                                                                                |
| 11   | 罠             | 1967/12/14 | 大工原正泰        | 荒井忠              | 吉村実子、高橋長英、八木昌子、東光生、 美田園子、森山周一郎、津野哲郎、里木佐甫良                                                                                        |
| 12   | 女がやって来た | 1967/12/21 | 浅間虹児          | 富永卓二            | 堀井永子、長谷川待子、沢村宗之助、今井健二、 野々村潔、穂積隆信、村上不二夫                                                                                              |
| 13   | 不毛の掟       | 1967/12/28 | 柴英三郎          | 内野満寿男          | 河原崎長一郎、市川春代、入江若葉、二宮ゆき子、中村雅子、 林孝一、新井和夫、入江洋佑、日恵野晃                                                                            |
| 14   | 空っ風野郎     | 1968/1/4   | 野上龍雄 播磨幸治 | 荒井忠              | ジェリー藤尾、茅島成美、上田吉二郎、本間文子、今橋恒、 西田昭市、江幡高志、早川研吉、島米八、市川好郎、 中村上治、磯野秋雄、渡真二、小高まさる                           |
| 15   | どぶねずみ     | 1968/1/11  | 有高扶桑          | 富永卓二            | 水島道太郎、宗方奈美、武内文平、新井茂子、島田多恵子 |
| 16   | 大当り百番富   | 1968/1/18  | 渡辺臣蔵          | 荒井忠              | 佐々木功、川辺久造、北あけみ、岸久美子、阿部寿美子、 小峰千代子、高橋正夫、巽秀太郎、近江俊輔、鮎川浩、 宮本満里子、河野彰、浜村純、佐山俊二、渡辺篤                     |
| 17   | 帰ってきた剣鬼 | 1968/1/25  | 星川清司          | 内野満寿男          | 田村高廣、井上孝雄、楠侑子、戸浦六宏、 見明凡太朗、小池正史、荒木肇、新橋耐子                                                                                            |
| 18   | つわものの夢   | 1968/2/1   | 柴英三郎 田上雄   | 荒井忠              | 金内吉男、白木マリ、佐々木愛、菅井一郎、高木二朗、小林清志、阪脩 |
| 19   | 冬の旅         | 1968/2/8   | 勝目貴久          | 富永卓二            | 宮園純子、松本錦四郎、若宮忠三郎、増田順司、 美田園子、里木左甫良、伊東秀郎、高松政雄                                                                                    |
| 20   | 白い幻花       | 1968/2/15  | 大野靖子          | 荒井忠              | 村松英子、川地民夫、玉川良一、岩下浩、宮本信子、保科三良、 中村次朗、福地悟郎、牧田正嗣、渡部猛、佐々倉英雄                                                              |
| 21   | 助三郎覚書     | 1968/2/22  | 有高扶桑          | 富永卓二            | 大友柳太朗、山形勲、小林勝彦、渡辺篤、浮田左武郎、鈴村由美、 島田多恵子、山岡徹也、二見忠男、長島隆一、安藤三男                                                          |
| 22   | 燃える         | 1968/2/29  | 浅間虹児          | 荒井忠              | 下元勉、市川小太夫、青木義朗、川口敦子、青柳美枝子、永井秀明、 富川澈夫、河村又子、中尾彬、蟹江敬三、林秀樹、渡辺晃三、 横井徹、田中淑隆、望月七生美、相沢俊夫、平野充久 |
| 23   | 紙人形         | 1968/3/7   | 大野靖子          | 内野満寿男          | 葉山良二、新藤恵美、前田吟、信欽三、加賀邦男、久松保夫、 杉狂児、高杉玄、杉田康、丹羽又三郎、中庸介、河野彰、水沢摩耶                                                    |
| 24   | 殺生封印切り   | 1968/3/14  | 馬場当            | 富永卓二            | 宍戸錠、神田隆、長谷川待子、山本麟一、戸田皓久、成田恒二 |
| 25   | 愛憎三猿       | 1968/3/21  | 大野靖子          | 内野満寿男 富永卓二 | 第一章：小林千登勢、上野山功一、須藤健、守田比呂也 第二章：吉行和子、玉川伊佐男、石山雄大、藤岡重慶、青木義朗 第三章：伊藤栄子、亀石征一郎、常田富士男                   |
| 26   | 浪人天国       | 1968/3/28  | 柴英三郎          | 荒井忠              | 加賀まり子、原保美、小林昭二、下川辰平、 宗近晴見、住吉正博、中庸介、奥村公延                                                                                            |

#### 三匹の侍 第6シリーズ
- 1968年10月3日 - 1969年3月27日（全25話）

桔梗鋭之介 ・・・ 平幹二朗
橘一之進 ・・・ 加藤剛
桜京十郎 ・・・ 長門勇
| 話数 | サブタイトル     | 放映日     | 脚本       | 監督                         | ゲスト出演者 |
| ---- | ---------------- | ---------- | ---------- | ---------------------------- | --- |
| 1    | 荒野に在り       | 1968/10/3  | 柴英三郎   | 岡田太郎                     | 野々村潔、玉川伊佐男、近藤洋介、赤座美代子、多田幸雄、中田博久、丹羽研二、伊藤惣一 |
| 2    | 噛ませ犬         | 1968/10/10 | 野上龍雄   | 内野満寿男                   | 原田芳雄、高松英郎、嘉手納清美、北沢典子、中井啓輔、溝口舜亮、 浅野進治郎、近藤準、綾川香、中庸介、金親保雄、波戸崎徹 |
| 3    | 裂けた風         | 1968/10/17 | 星川清司   | 荒井忠                       | 伊藤孝雄、宮園純子、田武謙三、樋口年子、山本清、東光生、 大井潤、市村昌治、波戸崎徹、渡真二、西村淳二、星野久、 三原博、荒木肇、伊達強、高峰竜三、津々井功二                                                               |
| 4    | さらば愛しき女よ | 1968/10/24 | 大野靖子   | 岡田太郎                     | 河村有紀、永山一夫、金内吉男、井上清子、山本清、 里木左甫良、柴田秀勝、渡真二、内田勝正 |
| 5    | 浪人志願         | 1968/10/31 | 渡辺臣蔵   | 荒井忠                       | 河原崎建三、小栗一也、葉山葉子、武藤英司、青木義朗、梅津栄、 土方弘、瀬良明、磯野秋雄、高木久芳、石井竜一、中村次朗 |
| 6    | 地獄を見た       | 1968/11/7  | 柴英三郎   | 内野満寿男                   | 待田京介、長谷川稀世、片山明彦、河村弘二、勝部演之、岡部正純、今橋恒、 長谷川弘、北川美佳、津崎恵二、曾我廼家一二三、池田忠夫、渡部猛、高橋英二                                                                            |
| 7    | 女ごころ         | 1968/11/14 | 渡辺臣蔵   | 荒井忠志                     | 姿美千子、北あけみ、佐藤友美、藤原釜足、久松保夫、桜むつ子、小林昭二 |
| 8    | 犬侍奮戦録       | 1968/11/21 | 馬場当     | 荒井忠                       | 春川ますみ、高橋長英、渡辺篤史、岸久美子、島米八、坂口蓮、本郷淳、入江洋祐、 中村孝雄、杉義一、杉田康、長島丸子、舟橋元、沢村いき雄、市村俊幸、若宮忠三郎                                                                  |
| 9    | 逃散             | 1968/11/28 | 津上忠     | 内野満寿男                   | 中村翫右衛門、嵐圭史、三好美智子、飯田徹也、いまむらいづみ、郡司良、 中村靖之介、宮島誠、瀬川新蔵、細川智、岡田映一、北相馬宏                                                                                              |
| 10   | 花かげろう       | 1968/12/5  | 野波静雄   | 内野満寿男                   | 久保菜穂子、松本錦四郎、佐藤博、高木二朗、穂積隆信、 森山周一郎、藤江リカ、杉浦直三雄、星野久、波戸崎徹 |
| 11   | あゝ武士道       | 1968/12/12 | 竹内勇太郎 | 岡田太郎                     | 児玉清、なべおさみ、小畠絹子、宝生あや子、高城淳一、 岸本教子、梶哲也、南祐輔、北町史朗、黒木憲三、 松本染升、福山象三、池田よしゑ、東山照子、甲斐あきら                                                                   |
| 12   | 土は哭いていた   | 1968/12/19 | 大工原正泰 | 荒井忠志                     | 石立鉄男、島かおり、河野秋武、高木二朗、加賀邦男、村田正雄、浮田左武郎、 陶隆、高野通子、小野寺昭、水島真哉、二見忠男、宗近晴見、穴井寛二                                                                                  |
| 13   | 下郎             | 1968/12/26 | 田上雄     | 内野満寿男                   | 上杉高也、樋浦勉、市川和子、高橋正夫、近藤宏、梶健司、 金光満樹、守田比呂也、佐々木一哲、椎橋健男、伊藤一美、星野久 |
| 14   | 俺は抜かない     | 1969/1/9   | 星川清司   | 荒井忠志                     | 明星雅子、ささきいさお、津坂匡章、桑山正一、山本麟一、 村上冬樹、江見俊太郎、上田忠好、鮎川浩、高木久芳、 中村次朗、小野寺昭、石井富子、波戸崎徹、佐藤典幸                                                                 |
| 15   | 吹き溜り         | 1969/1/16  | 本田英郎   | 内野満寿男                   | 川合伸旺、南廣、浦里はるみ、高品格、竜崎一郎、清川新吾、 萩玲子、富田浩太郎、真山知子、永井柳太郎、市村昌治、長谷川弘 |
| 16   | 死にたい女       | 1969/1/23  | 野上龍雄   | 荒井忠志                     | 春の章 お君：加賀まりこ、渡辺篤、星野兼児郎、曽我廼家明蝶 冬の章 武家の女：加賀まりこ、蜷川幸雄、塚本信夫、阿佐美那、柳谷寛 夏の章 ひさ：加賀まりこ、今井和子、緋多景子、林昌子、 三島圭一郎、柴内美昇、金内吉男、日高澄子 |
| 17   | 山の血が騒ぐ     | 1969/1/30  | 柴英三郎   | 荒井忠志                     | 河原崎長一郎、神田隆、楠侑子、今井健二、富永美沙子、左時枝、下川辰平、河野彰 |
| 18   | 裏切りの季節     | 1969/2/6   | 大野靖子   | 岡田太郎                     | 根上淳、稲垣美穂子、吉田義夫、寄山弘、江守徹、酒井修、樋浦勉、林秀樹、 渚健二、地井武男、工藤堅太郎、秋元羊介、代志住正、山本武、高井章子                                                                                  |
| 19   | 女が待っている   | 1969/2/13  | 浅間虹児   | 荒井忠志                     | 吉村実子、馬渕晴子、青木義朗、浜畑賢吉、原泉、戸上城太郎、 中村是好、柴田秀勝、青山宏、幸田宗丸、早川研吉、大坪日出代、 田中力、芹川洋、高野ひろみ、富士七生美、竹沢テイ子                                                 |
| 20   | あぶら花         | 1969/2/20  | 大野靖子   | 内野満寿男                   | 木村俊恵、佐竹明夫、北原義郎、沢村宗之助、市川祥之助、二本柳敏恵、 中原功二、寄山弘、岡部正純、三原博、伊原静江、剣持伴紀                                                                                                  |
| 21   | 女代官           | 1969/2/27  | 竹内勇太郎 | 内野満寿男                   | 天路圭子、永田靖、明智十三郎、植村謙二郎、瞳麗子、富山真沙子、磯野秋雄、 小川真司、笹川恵三、瀬良明、高峰竜三、渡辺久子、藤田千賀子                                                                                        |
| 22   | 苦い米           | 1969/3/6   | 野上龍雄   | 荒井忠志                     | 九重佑三子、内田朝雄、三条美紀、小松方正、長沢純、 中尾彬、松山照夫、山本紀彦、奥村公延、中村次朗 |
| 23   | 謀殺             | 1969/3/13  | 大野靖子   | 内野満寿男                   | 山本豊三、渚まゆみ、市川小太夫、細川俊夫、亀石征一郎、三田村元、服部哲治、 今橋恒、佐々倉英雄、岡部行宏、中村孝雄、高杉哲平、加藤久美子                                                                                    |
| 24   | 白刃有情         | 1969/3/20  | 大野靖子   | 内野満寿男 大野三郎 荒井忠志 | 原知佐子、永山一夫、高橋悦史、真屋順子、 江見俊太郎、中村玉緒、武藤英司、戸島和美 |
| 25   | 夜明け           | 1969/3/27  | 柴英三郎   | 荒井忠志                     | 東野英治郎、香山美子、川口敦子、稲野和子、高原駿雄、原田清人、 入江洋祐、本郷淳、酒井久美子、泉三枝子、青山加津子 |

### 放映ネット局（三匹の侍）
☆＝フジテレビ系、●＝日本テレビ系、△＝TBS系、■＝NETテレビ（現：テレビ朝日）系
- フジテレビ
- 札幌テレビ放送☆●（現在●）
- 青森放送●
- IBC岩手放送△
- 仙台放送☆●（現在☆）
- 秋田放送●
- 山形放送●
- 福島テレビ●△→△☆（現在☆）
- 新潟放送△（第6シリーズ途中まで）→新潟総合テレビ☆●■（第6シリーズ途中から。現在☆）
- 北日本放送●（再放送は富山テレビ放送☆で放送）
- 北陸放送△（再放送は石川テレビ放送☆で放送）
- 福井放送●（現在●■）
- 山梨放送●
- 信越放送△（再放送は長野放送☆で開局直後に日曜 22:15 - 23:11にて放送[6]）
- 静岡放送△（第5シリーズまで）→テレビ静岡☆（第6シリーズ）
- 東海テレビ放送☆
- 関西テレビ放送☆
- 日本海テレビジョン放送●（放映当時鳥取県域局）
- 山陰放送△（放映当時島根県域局）
- 広島テレビ放送☆●（再放送はテレビ新広島☆でも放送）
- 山口放送●
- 四国放送●
- 西日本放送●（放映当時香川県域局）
- 南海放送●
- 高知放送●
- テレビ西日本●→☆[7][8]
- 長崎放送△
- 熊本放送△（再放送はテレビ熊本☆で放送）
- 大分放送△
- 宮崎放送△
- 南日本放送△
- 沖縄テレビ放送☆

## 映画
テレビドラマ版の人気を受けて制作され、第1シリーズ放映終了後の1964年5月13日に公開。五社英雄の初監督映画。ストーリーはテレビドラマ版の第1シリーズ第1話『剣豪無宿』をベースにしている。

### あらすじ
浪人・柴左近（丹波哲郎）は、一人旅の途中に立ち寄ったある村で、折からの凶作と代官・松下宇左衛門（石黒達也）の圧政に苦しめられている百姓たちに出会う。年貢の減免を代官に交渉しようと、甚兵衛（藤原釜足）、五作（今橋恒）ら三人の百姓が代官の娘の亜矢（桑野みゆき）を人質にして水車小屋に立てこもっていた。
最初は高みの見物を決めこんでいた柴だったが、騒動に巻き込まれる形となり、成り行きで百姓たちに加勢。代官は娘を取り返すため、用心棒の桔梗鋭之介（平幹二朗）と浪人・桜京十郎（長門勇）らを水車小屋へ差し向けるが、柴から事情を聞かされた百姓出身の桜は寝返って百姓側につく。
騒ぎの果てに、柴は百姓三人の罪は問わないことを条件に亜矢を代官に返し、首謀者として自ら捕えられるが、代官は百姓が藩主に直訴することを恐れ、浪人（織本順吉、保科三良）たちを使って密かに三人の百姓を殺害。柴も拷問にかけられてしまう。半死半生となった柴は亜矢と桜に救出され、江戸から帰って来る藩主の大名行列が通過する道で百姓たちに強訴させようという計画を立てて水車小屋に潜む。
当初は一連の動きを第三者的立場でクールに眺めていた桔梗だったが、百姓との騒動を藩主に知られたくない代官が全ての関係者の口を封じるために差し向けて来た浪人（佐藤京一）らに女郎屋で襲撃を受け、愛人であった女郎屋の女将（三原葉子）をも殺されたことで柴に加勢。が、惚れた百姓女・おいね（木村俊恵）を人質に取られてしまった桜が、柴たちの居所を代官に喋ってしまう。
やがて藩主行列の先触れとして代官屋敷に到着した大内（青木義朗）が代官から事情を聞き、柴たちを始末するべく手勢を率いて水車小屋を襲撃。拷問の傷がまだ癒えない柴と女郎屋での不意打ちで傷を負っている桔梗は多勢に無勢もあって大苦戦。
一度は柴たちを見捨てて、おいねと共に村を出た桜であったが、自責の念にかられ、おいねの制止を振り切って村へ引き返し、柴たちの元へ駆けつける。三匹の侍は力を合わせて敵に立ち向かう。死闘の末に大内を倒した柴は単身で代官屋敷に乗り込むが…。

### スタッフ（映画）
| - 企画：松竹、さむらいプロダクション - 製作：岸本吟一（松竹）、丹波哲郎 - 監督：五社英雄 - 脚本：阿部桂一、柴英三郎、岸本吟一、五社英雄 - 撮影：酒井忠 - 美術：大角純一 - 録音：福安賢洋 - 音楽：津島利章 - 照明：染川広義 - 編集：太田和夫 - 助監督：増田彬 - 進行：内藤誠 - 装置：林弘保 | - 装飾：田尻善一 - 衣裳：藤田茂 - 技髪：村田春松 - 結髪：木村よし子 - 時代考証：林悌三 - 殺陣：湯浅謙太郎 - 撮影助手：藤井重光 - 録音助手：太田弘 - 照明助手：正堺信太郎 - 編集助手：木村幸雄 - 音響効果：高井唯夫、篠原利夫 - スチール：佐々木千栄治 - 現像：東洋現像所 |

### キャスト（映画）
| - 丹波哲郎 … 柴左近 - 長門勇 … 桜京十郎 - 平幹二朗 … 桔梗鋭之介 - 桑野みゆき … 亜矢 - 香山美子 … おやす - 葵京子 … おみつ - 藤原釜足 … 甚兵衛 - 石黒達也 … 松下宇左衛門 - 井川比佐志 … 茂助 - 伊沢一郎 … 田辺虎之進 - 多々良純 … 安五郎 - 木村俊恵 … おいね - 三原葉子 … おまき - 上田吉二郎 … 石垣 - 富田仲次郎 … 恩田 - 左卜全 … 作三 - 永田光男 … 金子 - 青山宏 … 河合哲蔵 - 今橋恒 … 五作 - 梅津栄 - 織本順吉 … 倉橋 - 青木義朗 … 大内玄馬 - 保科三良 … 浪人 - 大井潤 - 雲井三郎 - 宮沢元 - 森幸太郎 - 佐藤京一 … 浪人 - 滝恵一 - 相原昇三郎 - カトウハジメ - 田村錦人 | - 南泰介 - 滝左太郎 - 田中謙三 - 倉新八 - 門田高明 - 永井邦近 - 岡本忠行 - 西宮健二 - 安田昌平 - 松本宗四郎 - 和歌浦糸子 - 笹川富士夫 - 光妙寺三郎 - 鎭目勲 - 成田舟一朗 - 蓑和田良太 - 曽呂勝 - 中勢謙次郎 - 大北和男 - 宮城稔 - 浅岡譲 - 河内麗子 - 剣睦会（湯浅剣睦会） - 荒木肇 - 林扇太朗 - 三原博 - 橋爪譲二 - 星野久 - 津々井功二 - 伊達力（現・波多江清） - 波戸崎徹 - 津山伸一 - 藤沢竜二 |

## 新三匹の侍
五社英雄アワー 新 三匹の侍（ごしゃひでおアワー しんさんびきのさむらい）は、1970年（昭和45年）7月6日から9月28日にかけてフジテレビ系列で毎週月曜日20時から20時56分に放映された連続テレビ時代劇。全13話。
前作の長門勇以外のレギュラー・キャストを一新し、五社英雄監督の親友・安藤昇を主役に起用した。

### 放送期間（新三匹の侍）
- 新 三匹の侍：1970年7月6日～9月28日 （全13話）

### キャスト（新三匹の侍）
- 流右近：安藤昇
- 楓源三郎：高森玄
- 桜京十郎：長門勇
- おりは：菊ひろ子

### スタッフ（新三匹の侍）
- 企画：五社英雄
- プロデューサー：佐々木孟（松竹）、富永卓二（フジテレビ）
- 脚本：柴英三郎、大野靖子、石川孝人、有島扶桑、田坂啓、馬場当、勝目貴久
- 監督：五社英雄、田中徳三、深田昭、松野宏軌、貞永方久、富永卓二
- 撮影：酒井忠、倉持友一、町田敏行、石原興
- 音楽：津島利章
- テーマ音楽：佐藤勝
- 美術：倉橋利韶、川村鬼世志
- 照明：染川広義
- 録音：二見貞行
- 調音：木村清二郎
- 編集：園井弘一、河合勝巳
- 記録：野口多喜子、石田照
- 助監督：山本憲
- 装飾：稲川兼二
- 装置：新映美術工芸
- タイトル：藤沢良昭
- 進行：松本靖男、下川護
- 制作補：佐相惣一郎
- 床山結髪：八木かつら店
- 衣裳：松竹衣裳
- 現像：東洋現像所
- 制作主任：小島清文、井上鉄治
- 殺陣：湯浅謙太郎、湯浅剣睦会
- 制作協力：京都映画
- 主題歌 「三匹の唄」（作詞・五社英雄、作曲・佐藤勝、唄・銀座ミユキ）
- 制作：松竹、フジテレビ

### 放映リスト（新三匹の侍）
| 話数 | サブタイトル         | 放映日    | 脚本     | 監督     | ゲスト出演者 |
| ---- | -------------------- | --------- | -------- | -------- | --- |
| 1    | 男が男が抜いた時     | 1970/7/6  | 柴英三郎 | 五社英雄 | 辰巳柳太郎、大辻伺郎、石浜朗、深江章喜、梅津栄、中村たつ、今橋恒、大井潤、宮沢元、北町史郎、丘夏子、新条多久美、黛康太郎、太田優子、渡真二 |
| 2    | 申の刻には獣が死ぬ   | 1970/7/13 | 大野靖子 | 五社英雄 | 高城丈二、水野久美、菅貫太郎、五味竜太郎、青木義朗、佐藤京一、北見治一、山岡徹也、黛康太郎、加賀爪芳和                                     |
| 3    | 狂い斬り闇を裂く     | 1970/7/20 | 石川孝人 | 田中徳三 | 加藤嘉、石山律、岩井友見、長島幸司、久野征四郎、中田耕二、千代田進一、市川男女之助、乃木年雄、黛康太郎                                     |
| 4    | 血しぶき賽の河原     | 1970/7/27 | 有島扶桑 | 松野宏軌 | 水島道太郎、長谷川待子、諸口旭、伊吹聡太郎、守田学哉、小瀬朗、任啓子、黛康太郎、浜崎満、八代郷子                                           |
| 5    | 死神の鈴がきこえる   | 1970/8/3  | 柴英三郎 | 田中徳三 | 御木本伸介、名和宏、野々村潔、出水憲司、長島幸司、正桐衣麻、星野兼児郎、宍戸大全                                                           |
| 6    | 俺が女にした女       | 1970/8/10 | 柴英三郎 | 貞永方久 | 三島ゆり子、赤座美代子、加藤和夫、亀石征一郎、波戸崎徹、星野兼児郎、伊達剛、三原博                                                         |
| 7    | 荒馬娘が吠える町     | 1970/8/17 | 柴英三郎 | 田中徳三 | 倍賞美津子、加賀邦男、加藤和恵、剣持伴紀、大塚吾郎、山岡徹也、森章二、大木晤郎、小柳圭子                                                   |
| 8    | 御金蔵破り           | 1970/8/24 | 大野靖子 | 富永卓二 | 夏八木勲、市川小太夫、加賀ちかこ、小林勝彦、岩田直二、永野達雄、上杉高也、山本一郎、黛康太郎、野崎善彦                                     |
| 9    | 巡礼女の唄が聞える   | 1970/8/31 | 田坂啓   | 五社英雄 | 吉村実子、伊藤孝雄、奥野匡、北城寿太郎、佐藤京一、守田学哉、柳川清、岡田千代、出水憲司、森章二、黛康太郎、家野繁次、重久剛                 |
| 10   | 決闘三対三           | 1970/9/7  | 馬場当   | 深田昭   | 勝部演之、沼田曜一、高木二郎、宮田圭子、志摩靖彦、唐沢民賢、田中弘史、大浪東吾                                                             |
| 11   | 夜光珠が哭いている   | 1970/9/14 | 大野靖子 | 田中徳三 | 山本豊三、富田浩太郎、水上竜子、木村元、榎麻里、森章二、滝左太郎、黛康太郎、星野兼児郎、寺島雄作                                           |
| 12   | 訣れの鐘が鳴っている | 1970/9/21 | 勝目貴久 | 深田昭   | 雪代敬子、新井茂子、雷門ケン坊、谷口完、河上一夫、大井潤、不破潤、武周暢、諸口旭、古川ロック、長島幸司、黛康太郎                           |
| 13   | 何処へ行くのか獣道   | 1970/9/28 | 大野靖子 | 田中徳三 | 東山明美、和崎俊哉、北村英三、伊達三郎、杉浦真三雄、出水憲司、森章二、野崎善彦、峰祐介、松尾勝人、黛康太郎、宍戸大全                       |

## 漫画
甲良幹二朗の作画で、ホーム社の月刊時代劇漫画誌『コミック時代活劇』に2004年の創刊号から2006年の休刊まで19回（全18話）に渡って連載され、同社よりコミックスとして発刊された。全4巻。ドラマ版のメインライターであった柴英三郎の脚本担当回のみを劇画化。登場する三匹は柴、桔梗、桜。
1. 三匹の侍 剣豪無宿編 2005年1月発行　ISBN 4834241637
2. 三匹の侍 紅蓮殺風編 2005年11月発行　ISBN 4834241955
3. 三匹の侍 燐光刀影編 2006年3月発行　ISBN 4834242072
4. 三匹の侍 ワイド版 2006年11月発行　ISBN 4834242366

また、土山しげるの作画で、同じく柴英三郎の脚本担当回のみを劇画化した物が日本文芸社よりコミックスとして発刊された。全3巻。
1. THE三匹の侍 浪人無頼編 2005年5月発行　ISBN 4537152060
2. THE三匹の侍 白刃無情編 2005年7月発行　ISBN 4537152176
3. THE三匹の侍 江戸狂乱編 2005年9月発行　ISBN 4537152354

## アーカイブ、ソフトウェア
これまで映像が現存するのは第4シリーズのみとされていたが、半世紀ぶりに第5シリーズ、第6シリーズ、映画版、『新 三匹の侍』のマスターテープが発見された。
CSではフジテレビ721（2002年）と時代劇専門チャンネル（2004年）で第9話『魔』を除く第4シリーズの25話分が放送されていた。2015年4月から時代劇専門チャンネルで現存3シリーズを一挙放映。
2003年3月に松竹ホームビデオから映画版（丹波哲郎、平幹二朗、長門勇）のDVDが販売された。ドラマ版については、2008年11月にフジテレビ開局50周年記念としてポニーキャニオンから第4シリーズ・全26話（平幹二朗、加藤剛、長門勇）の9枚組DVD-BOXが販売された。2012年には米Criterion社より映画版のブルーレイ/DVDがリリースされた。

### テレビシリーズ再放送
- CS放送
  - 三匹の侍（第4シリーズ）
    - 2002年12月（フジテレビ721）
    - 2003年（フジテレビ721）
    - 2004年2月 - 3月（時代劇専門チャンネル）
    - 2004年9月 - 10月（時代劇専門チャンネル）
    - 2015年4月 - 5月（時代劇専門チャンネル）

  - 新 三匹の侍
    - 1998年8月 - 11月（ホームドラマチャンネル）
    - 2002年（ホームドラマチャンネル）
    - 2004年9月（時代劇専門チャンネル）
    - 2005年2月 - 3月（時代劇専門チャンネル）
    - 2008年7月 - 10月（チャンネルNECO）
    - 2009年1月（チャンネルNECO）
    - 2009年3月（チャンネルNECO）
    - 2015年10月（時代劇専門チャンネル）

## 備考
- 本作の全てのシリーズの劇中音楽は津島利章によるものだが、このうち『新 三匹の侍』の劇中音楽は、後に津島利章が劇中音楽を手掛けた『おらんだ左近事件帖』（1971年 - 1972年、フジテレビ・東宝）や『新五捕物帳』（1977年 - 1982年、日本テレビ・ユニオン映画）、『悪党狩り』（1980年 - 1981年、東京12チャンネル・松竹・藤映像コーポレーション）等の作品に流用される形で使用されている。

## 参考資料
- 朝日新聞縮刷版（1963 - 1970年）
- 毎日新聞縮刷版（1963 - 1970年）
- テレビ史ハンドブック 改訂増補版（1998年、自由国民社刊）p.44
- ザ・テレビ欄 1954 - 1974（2009年、TOブックス刊）
- コミック時代活劇 公式サイト（ホーム社）